# Шуралуд (Кезький район)
Шуралу́д (рос. Шуралуд) — присілок в Кезькому районі Удмуртії, Росія.
Населення — 9 осіб (2010; 17 в 2002).
Національний склад станом на 2002 рік:
- удмурти — 100 %